# Apogon hyalosoma
Apogon hyalosoma е вид бодлоперка от семейство Apogonidae. Видът не е застрашен от изчезване.

## Разпространение и местообитание
Разпространен е в Австралия, Бруней, Виетнам, Гуам, Индонезия, Малайзия, Микронезия, Нова Каледония, Палау, Папуа Нова Гвинея, Провинции в КНР, Сингапур, Соломонови острови, Тайван, Тайланд, Филипини и Япония.
Обитава сладководни и полусолени басейни, океани, морета и потоци. Среща се на дълбочина от 0,3 до 10 m, при температура на водата от 28,9 до 29 °C и соленост 32,2 – 34,1 ‰.

## Описание
На дължина достигат до 17 cm.